# Robert Remak

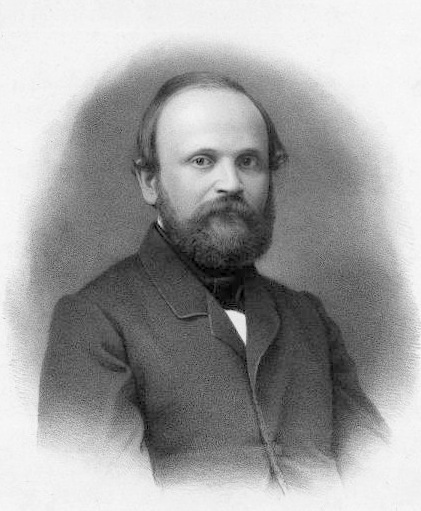
Robert Remak

Robert Remak (Posen, 26 juli 1815 – Bad Kissingen, 29 augustus 1865) was een Pools/Duitse arts, zoöloog, neuroloog en embryoloog.
Remak was van Joodse komaf. Hij studeerde aan de Humboldt-Universiteit onder Johannes Müller. In 1842 reduceerde hij de kiembladen van embryo's tot drie in plaats van de vier van Karl Ernst von Baer.  Hij ontdekte ook zenuwtrillingen en zenuwcellen rond het hart door middel van galvanotherapie, waarbij zwakstroom gebruikt wordt. Deze behandeling wordt ook de Remak's Galvanotherapie genoemd.
Hij beschouwde ook als eerste de celkern als basis voor celdeling maar kreeg voor deze ontdekking geen erkenning. Zijn toenmalige vriend Rudolf Virchow plagieerde tien jaar na dato zijn onderzoeken en werd gezien als grondlegger van de cellulaire pathologie.
Ook zijn zoon Ernst Julius Remak werd een bekend neuroloog.
- Bibsys: 2025235
- Author citation (botany): Remak
- Catàleg d'autoritats de noms i títols de Catalunya: 981058511187506706
- CiNii: DA11405853
- Stuttgart Database of Scientific Illustrators 1450–1950: 10211
- Gemeinsame Normdatei: 118744461
- International Standard Name Identifier: 0000 0001 2101 9307
- Library of Congress Control Number: n87148103
- Nationale Bibliotheek van Tsjechië: nlk20010094897
- Nationale Bibliotheek van Israël: 987007274164605171
- Nationale Bibliotheek van Polen: a0000001045424
- Nederlandse Thesaurus van Auteursnamen: 072619619
- Réseau des bibliothèques de Suisse occidentale: 02-A003736846
- Système universitaire de documentation: 083682554
- Virtual International Authority File: 64802871
- WorldCat: E39PBJtCCq46v8HVxD66JkbyBP